# مايك دينهام
مايك دينهام هو سياسي أمريكي، ولد في 4 أبريل 1950 في مايسفيل في الولايات المتحدة. نشط حزبياً في الحزب الديمقراطي. وقد انتخب عضو مجلس نواب كنتاكي ‏.